# Здание ЗАГСа Выборгского района
Здание ЗАГСа Выборгского района Санкт-Петербурга — здание в стиле советского модернизма. Современный адрес дома — Институтский проспект, 8.
В 1920—1930 годах браки зачастую вовсе не регистрировались; позднее, до конца 1950-х годов, обязательная регистрация была будничной. Затем торжественный обряд был введён вновь, в том числе для уменьшения числа разводов, сначала в качестве эксперимента; с 1969 года торжественность заключения брака была упомянута в семейном кодексе.
Здание построено в 1975—1983 годах, архитекторы Б. Устинов, Л. Травина, М. Меккель, В. Цебрук.
Около 80 % объёма здания заняты помещениями для торжественной церемонии заключения бракосочетания; регистрация прочих актов гражданского состояния производится на меньшей части территории. Это был четвёртый дворец бракосочетания Ленинграда, предшествующие были расположены в приспособленных старинных особняках. Важной идеей новой постройки было разведение потоков, как уже зарегистрированных свадеб и только ждущих своей очереди (даже подходы к гардеробу для них сделаны с разных сторон), так и жениха и невесты. Зал-гостиная ЗАГСа освещён со всех сторон, в том числе похожими на уличные фонари светильниками (спроектированными Сергеем Шмаковым), облицован белым мрамором, уставлен растениями. В узких окнах зала регистрации брака планировалось поставить витражи, но этот план не был реализован. В целом отделка здания была задумана минималистичной, за что один из рецензентов хвалил здание; но руководство ЗАГСа разместило в нём ещё при открытии яркий ковёр, а потом заказало Худфонду дополнительное оформление. При реконструкции в 2012 году первоначальный облик не был возвращён, напротив, были добавлены арочки, накладные пилястры, драпировки и мебель в стиле Людовика XV.
Снаружи изначально известняковое здание облицевали бежевой плиткой, в продуманный ландшафт добавили «пошлую скульптуру лебедей».